# 古拉奇·玛丽尧
古拉奇·玛丽尧（匈牙利語：Gulácsy Mária，1941年4月27日—2015年4月13日），匈牙利女子击剑运动员。她曾代表匈牙利参加1968年夏季奥林匹克运动会击剑比赛，获得女子团体花剑银牌。